# Tor Arneberg
Tor Arneberg (né le 4 septembre 1928 à Oslo et mort le 23 septembre 2015 à Belleair (Floride)) est un skipper norvégien. Il participe aux Jeux olympiques d'été de 1952 en participant à l'épreuve du 6 mètres et remporte la médaille d'argent de la compétition.
Il est diplômé en 1950 du Dartmouth College et obtient une maîtrise en administration des affaires au Harvard Business School en 1953.

## Palmarès

### Jeux olympiques
- Jeux olympiques de 1952 à Helsinki,  Finlande
  -  Médaille d'argent.